# Coloncus cascadeus
Coloncus cascadeus är en spindelart som beskrevs av Chamberlin 1948. Coloncus cascadeus ingår i släktet Coloncus och familjen täckvävarspindlar. Inga underarter finns listade i Catalogue of Life.